# Emanuel von Ringhoffer I.
Emanuel von Ringhoffer (* 25. Dezember 1823 in Prag; † 1. Dezember 1903 in Wien) war ein österreichischer Techniker und Architekt. Er war Professor der Hochbaukunde und Rektor des Prager Polytechnikums.

## Leben
Emanuel Ringhoffer entstammte der Industriellenfamilie Ringhoffer und war ein Enkel des Kupferschmieds und Erfinders Franz Ringhoffer I. (1744–1827) aus Müllendorf im heutigen Burgenland, der 1771 in Prag das Bürgerrecht erwarb und den Grundstein legte für die Erste Böhmisch-Mährische Maschinenfabrik als Teil der Ringhoffer-Werke, einen der größten Konzerne der Monarchie Österreich-Ungarn im Bereich Maschinen- und Waggonbau, sowie die Firma Praga, einen bedeutenden Hersteller für Automobile. Er wurde als dritter Sohn des Joseph Ringhoffer (1785–1847) und dessen Ehefrau Johanna Körbl (1794–1871) geboren. Er besuchte in Wien das k.k. Polytechnikum und die Akademie der bildenden Künste. Nach Studienaufenthalten in England, Belgien und Frankreich wurde er 1851 o. Professor der Bauwissenschaften in Brünn. 1864 wurde er an das Prager Polytechnische Institut berufen und publizierte dort kurz darauf seine vielbeachtete Lehre vom Hochbau, die in mehreren Auflagen erschien. 1871 erfolgte seine Wahl zum Rektor. 1879 wurde er zum k.k. Regierungsrat ernannt. Mehrmals ausgezeichnet, unter anderem mit dem Orden der Eisernen Krone (Österreich) wurde Emanuel von Ringhoffer am 10. April 1900 von Franz Joseph I. geadelt und in den erblichen österreichischen Ritterstand erhoben. Seinem ältesten Bruder, dem Großindustriellen Franz Freiherr von Ringhoffer (1817–1873) war bereits am 3. Januar 1873 die erbliche österreichische Freiherrenwürde (Baronie) verliehen worden. Verheiratet war Emanuel Ritter von Ringhoffer mit Hedwig Klaps (* Wien 16. Oktober 1827, † Purkersdorf bei Wien 11. Februar 1912), Tochter des Professors Jakob Klaps und der Amalie geb. Wagner und Schwester des Freiherrn Anton von Klaps. Seine beiden Töchter Amalie (1852–1938) und Louise (1860–1932) blieben unverheiratet. Letztere trat als Pianistin hervor. 

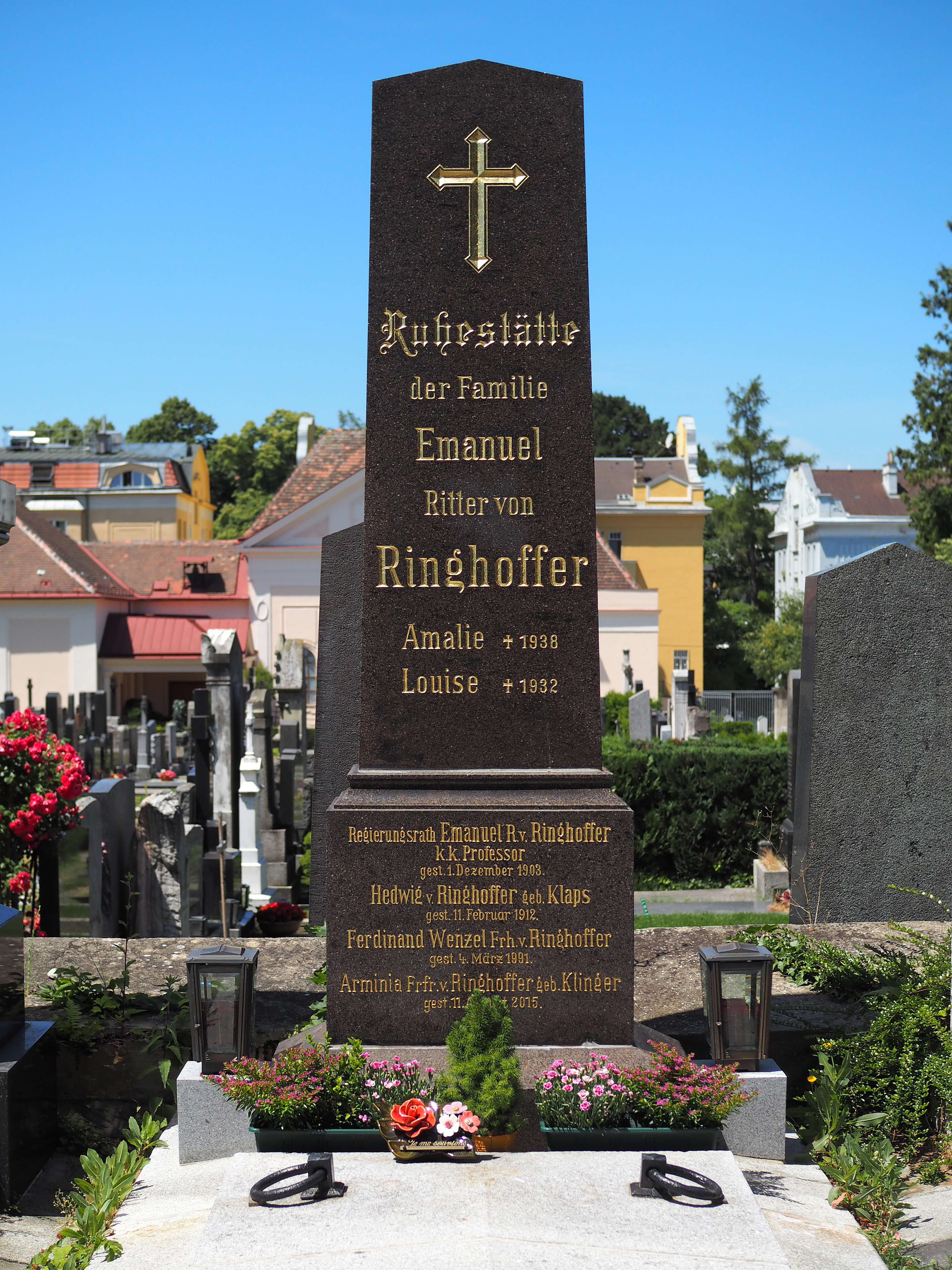
Ringhoffers Grab in Hietzing

Emanuel von Ringhoffer fand seine letzte Ruhestätte in der Familiengruft auf dem Hietzinger Friedhof in Wien.